# Leonid Nikolajev
Leonid Nikolajev, född 10 maj 1904 i Sankt Petersburg, död 29 december 1934 i Leningrad, var en rysk kommunist. Han hade en ledande position inom kommunistpartiet i Leningrad. År 1934 mördade han politikern Sergej Kirov.

## Biografi
Nikolajev hade avvisat ett erbjudande om en mera ansvarskrävande post inom kommunistpartiet och blev inom kort utesluten. Då han nu var arbetslös sinade hans medel. Därtill misstänkte han att hans hustru Milda var otrogen med Sergej Kirov. Den 1 december 1934 stegade Nikolajev in på Kirovs kontor på Smolnyjinstitutet och sköt ihjäl honom med sin Nagant M1895.
Nikolajev och 13 andra personer, vilka misstänktes för kontrarevolutionär verksamhet, ställdes inför rätta, dömdes till döden och arkebuserades. Hustrun Milda dömdes till döden och sköts i mars 1935.